# Monte Cjavals
Koordinaten: 60° 52′ S, 56° 19′ W
Der Monte Cjavals (italienisch) ist ein 210 m hoher Tiefseeberg in der Drakestraße westlich von Elephant Island im Archipel der Südlichen Shetlandinseln. Er liegt in einer Meerestiefe von mindestens 1615 m.
Italienische Wissenschaftler entdeckten ihn 2004 und benannten ihn 2007 auf Vorschlag der italienischen Ozeanographin Umberta Tinivella nach einem gleichnamigen Berg am Aupatal in den Karnischen Alpen, der Heimat der Wissenschaftlerin.